# Голя-Велика
Голя-Велика (пол. Gola Wielka, нім. Groß Gahle) — село в Польщі, у гміні Твардогура Олесницького повіту Нижньосілезького воєводства. 
Населення — 123 особи (2011).
У 1975-1998 роках село належало до Вроцлавського воєводства.

## Демографія
Демографічна структура станом на 31 березня 2011 року:
|          | Загалом | Допрацездатний вік | Працездатний вік | Постпрацездатний вік |
| -------- | ------- | ------------------ | ---------------- | -------------------- |
| Чоловіки | 52      | 9                  | 38               | 5                    |
| Жінки    | 71      | 19                 | 40               | 12                   |
| Разом    | 123     | 28                 | 78               | 17                   |